# Oliver Bradwell
Oliver Bradwell (ur. 21 sierpnia 1992) – amerykański lekkoatleta specjalizujący się w biegach sprinterskich.
W 2010 roku odpadł w półfinale biegu na 200 metrów, a wraz z kolegami z reprezentacji wywalczył złoto w biegu rozstawnym 4 x 100 metrów podczas mistrzostw świata juniorów w Moncton. Medalista mistrzostw USA w kategorii juniorów. Rekord życiowy: bieg na 100 metrów – 10,34 (5 czerwca 2010, Albuquerque) / 10,12w (2 kwietnia 2011, Arkansas City).

## Osiągnięcia
| Rok  | Impreza                              | Miejsce | Konkurencja        | Lokata     | Wynik |
| ---- | ------------------------------------ | ------- | ------------------ | ---------- | ----- |
| 2010 | Mistrzostwa świata juniorów          | Moncton | bieg na 200m       | półfinał   | 21,12 |
| 2010 | Mistrzostwa świata juniorów          | Moncton | sztafeta 4 x 100 m | 1. miejsce | 38,93 |
| 2011 | Mistrzostwa panamerykańskie juniorów | Miramar | sztafeta 4 x 100 m | 1. miejsce | 39,43 |